# Velasio De Paolis
Velasio De Paolis CS (ur. 19 września 1935 w Sonnino, zm. 9 września 2017 w Rzymie) – włoski duchowny katolicki, kardynał, przewodniczący Prefektury Ekonomicznych Spraw Stolicy Apostolskiej w latach 2008–2011.

## Życiorys

### Prezbiterat
Święcenia kapłańskie przyjął 18 marca 1961. Doktoryzował się z prawa kanonicznego na Papieskim Uniwersytecie Gregoriańskim oraz zdobył licencjat z teologii na Angelicum. W latach 1965–1970 był wykładowcą wydziału teologicznego w Piacenzy, a następnie został rektorem głównej uczelni Misjonarzy św. Karola Boromeusza w Rzymie oraz wikariuszem prowincjalnym zakonu. Od 1974 był prokuratorem generalnym skalabrynian. W 1971 został wykładowcą Papieskiego Uniwersytetu Gregoriańskiego. Od 1988 był profesorem na Papieskim Uniwersytecie Urbaniana, a od 1997 dziekanem wydziału prawa kanonicznego.

### Episkopat
30 grudnia 2003 został mianowany przez Jana Pawła II sekretarzem Sygnatury Apostolskiej oraz biskupem tytularnym diecezji Thélepte. Sakry biskupiej 21 lutego 2004 udzielił mu w watykańskiej bazylice św. Piotra Sekretarz Stanu kard. Angelo Sodano. 12 kwietnia 2008 został mianowany przewodniczącym Prefektury Ekonomicznych Spraw Stolicy Apostolskiej. 9 lipca 2010 Benedykt XVI mianował go delegatem ds. Legionu Chrystusa o bardzo szerokim zakresie władzy wobec zgromadzenia.
20 października 2010 znalazł się na ogłoszonej przez papieża liście nowych kardynałów. Kreowany kardynałem na konsystorzu 20 listopada 2010.
21 września 2011 papież przyjął rezygnację kardynała z pełnionego stanowiska. Jego następcą został arcybiskup Giuseppe Versaldi.
Brał udział w konklawe 2013, które wybrało papieża Franciszka. 19 września 2015 w związku z ukończeniem 80 lat utracił prawo do czynnego udziału w przyszłych konklawe.
Zmarł w Rzymie 9 września 2017.